# Украинцы в Канаде
Украинцы в Канаде (укр. Українці Канади, англ. Ukrainian Canadians) — одна из крупнейших национальных общин, которая сформировалась исторически в результате эмиграции из Австро-Венгерской, Российской империй, Украинской ССР и независимой Украины в Канаду.
В 2011 году численность канадцев, имеющих только украинское происхождение, составляла около 276 тысяч человек, кроме того ещё более 975 тысяч человек имели частично украинское происхождение. В настоящее время украинская этническая группа занимает пятое место по численности среди всех этнических общностей Канады.

Благодаря такому числу людей украинского происхождения, Канада является третьей страной в мире по численности украинского населения (после Украины и России). Большинство украинцев Канады (около 85 %) родились в ней же, имеют канадское гражданство и проживают преимущественно в центральной и западной части Канады, где в некоторых районах составляют бо́льшую часть населения.

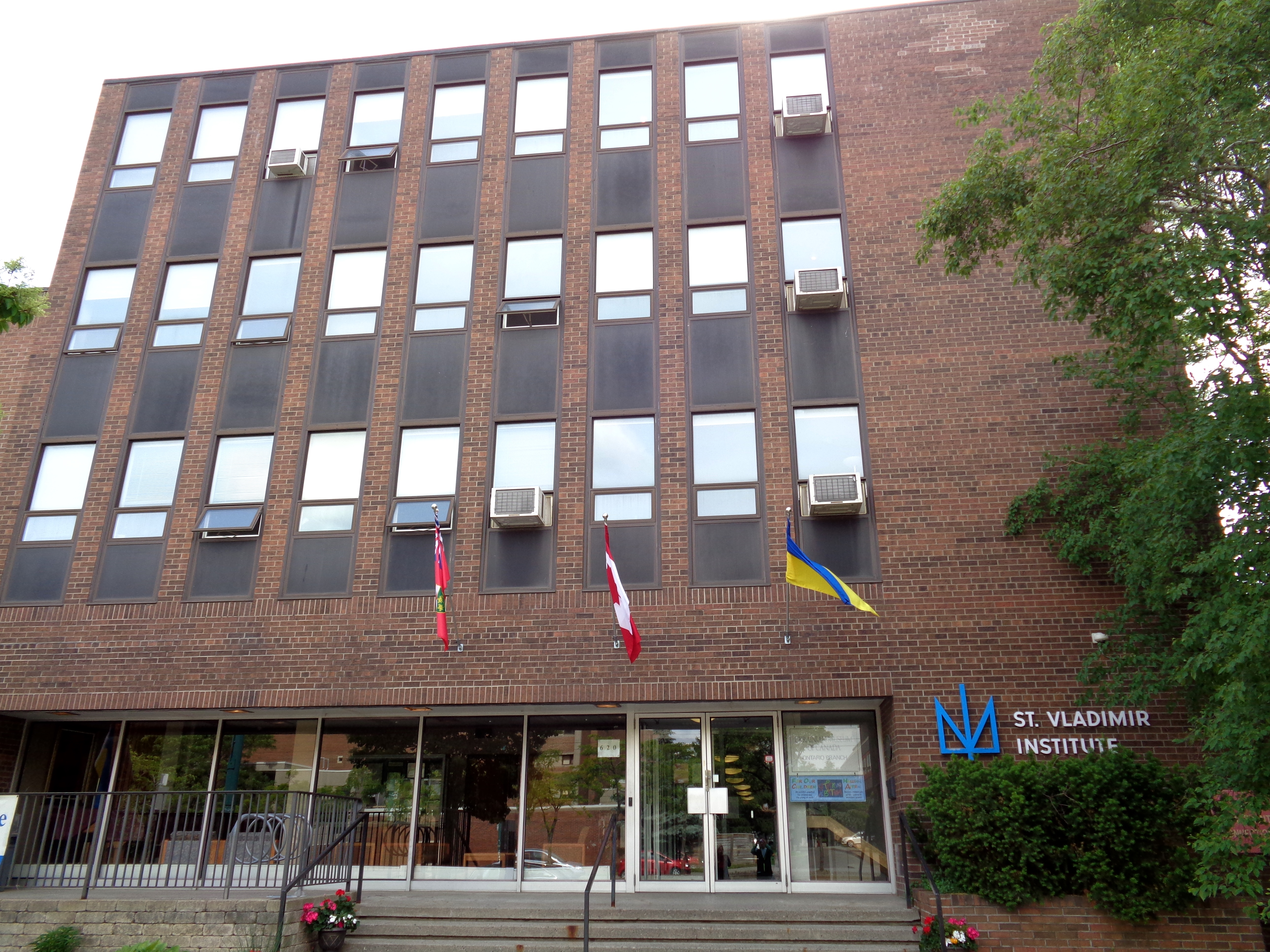
Институт Святого Владимира, Торонто

## История
Первыми украинскими поселенцами в Канаде были Иван Пилипов и Василий Еленяк, родом из села Небылов, где им в настоящее время установлен памятник, которые прибыли в Канаду в 1891 году и способствовали переселению нескольких семей в 1892 году. Пылыпив основал поселение Эдна-Стар (провинция Альберта — самое первое и самое большое групповое поселение украинцев в Канаде. Инициатором массовой миграции украинцев в Канаду считается доктор Иосиф Олеськов, который стимулировал и популяризовал эмиграцию в Канаду из Западной Украины, а также Галиции и Буковины в конце 1890-х годов.

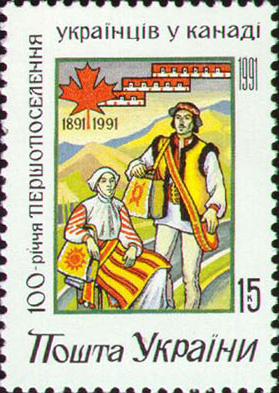
«100-летие первого поселения украинцев в Канаде» Коммеморативная марка Украины 1992 года.

Первые украинские иммигранты в Канаде были в основном землепашцами: они селились целыми сообществами на целине в прериях Альберты, Саскачевана и Манитобы. Хотя прерии Канады часто сравнивают с украинскими степями, это не совсем верно, так как, во-первых, ни Галиция, ни Буковина, в отличие от Надднепрянской Украины, не были степным краем, а скорее — горным и лесным Прикарпатьем или холмистой Волынью, во-вторых, климат в Канаде был гораздо более суровым. Украинцы селились в лесных районах ближе к Эдмонтону и Виннипегу, а не в более южных степных зонах. Канадцы Альберты до сих пор шутят, что жизнь к югу от Эдмонтона им неинтересна, так как там не растёт калина. Теперь район к северу и северо-западу от Эдмонтона провинцией Альберта признан экомузеем Калина-Кантри. Одним из стимулов к эмиграции служило отсутствие налогов в Канаде и наличие высоких поборов в Австро-Венгрии. К тому же многим украинцам нравилась идея селиться в глухих удалённых регионах, где они образовывали компактные украиноязычные общины и не ассимилировались до середины XX века. Возможность селиться вместе с родными и близкими, организовывать культурные сообщества и сохранять в некоторой степени свой язык облегчала адаптацию[уточнить].

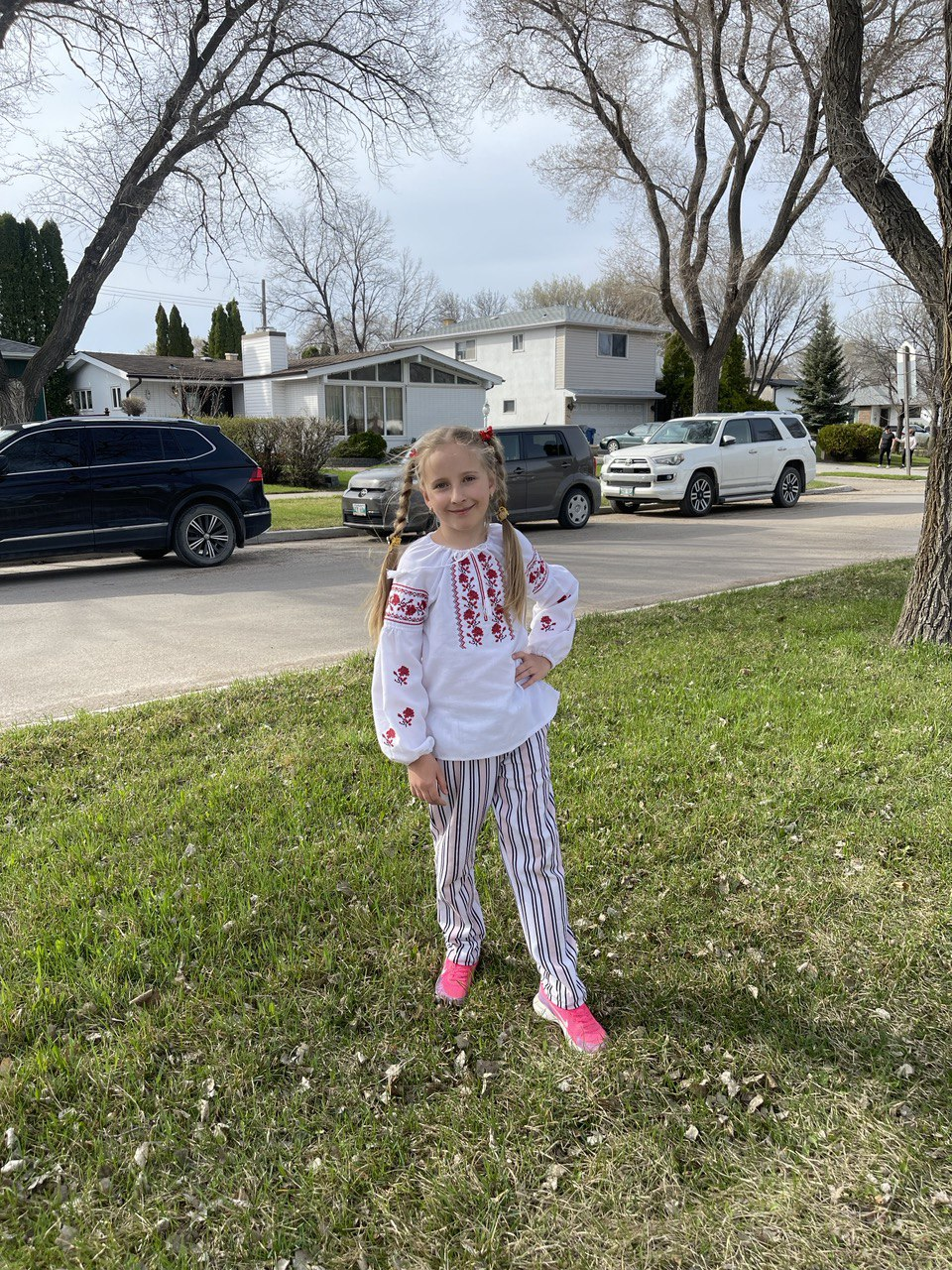
Маленькая украинка в городе Виннипег, Манитоба. 2023 год.

Во время Первой мировой войны с 1914 по 1918 год все не натурализовавшиеся в британском доминионе Канады украинцы — подданные Австро-Венгрии — были депортированы в концлагеря. Интернированию подверглись около 5 тыс. украинцев. Основной лагерь располагался на горе Касл на территории национального парка Банф.
После Первой мировой войны сельский уклад жизни уже становится менее популярным среди западно-украинских иммигрантов и большинство из них направляются жить в крупные города и промышленные центры на востоке страны (Монреаль и Торонто). Несмотря на то, что сейчас в Восточной Канаде украинцев проживает больше, чем в Западной, их концентрация, а соответственно и культурно-политический вес несравненно выше на западе страны.
Во время Второй мировой войны около 40 тыс. канадских украинцев воевали в составе королевской армии Канады.
В первые годы после её завершения в Канаду устремился поток украинцев, не желавших возвращаться из Германии и других стран Европы в СССР. Значительная часть из них являлись пособниками нацистской Германии и обвинялись в совершении военных преступлений в ходе Второй мировой войны. Так, в мае 1946 и июне 1947 года Комитет украинцев Канады обратился с петицией в Сенат Канады с просьбой переправить ветеранов ОУН и дивизии «Галичина» в Канаду. В отличие от большинства других восточноевропейских коллаборационистских соединений служащие дивизии не были выданы Советскому Союзу, им было разрешено эмигрировать в Канаду и США. Это было связано с тем, что западные союзники СССР по антигитлеровской коалиции не признавали границы государств в Европе, к изменению которых имела отношение гитлеровская Германия. Лондон, признававший в полной мере Польское правительство в изгнании, считал население Западной Украины (в том числе и солдат 14-й дивизии, которые были в основном из Галичины и в меньшей мере Волыни) гражданами Польши, но не СССР, поэтому выдача их Советскому Союзу не представлялась британцам и США очевидной. Товарищество объединённых украинских канадцев (ТОУК), организация-преемница «Храма труда», предупреждала Комитет Сената по вопросам иммиграции и труда о том, что в лагерях для перемещенных лиц содержится много военных преступников. Эти предупреждения, в которых содержались ссылки на принадлежность дивизии «Галичина» к Ваффен-СС, были проигнорированы. К 1948 году канадское правительство начало массово принимать украинских иммигрантов из лагерей для перемещённых лиц. Большинство принятых были членами и сторонниками ОУН и Украинской повстанческой армии, а также членами их семей. Например, среди них был Михаил Хомяк, редактор пронацистской украинской ежедневной газеты Краковские вести. К 1950 году ОУН(б) создала 30 отделений по всей Канаде. Также была создана Канадская лига освобождения Украины, которая в течение десятилетия, до 1959 года, существовала отдельно от Комитета украинцев Канады из-за открытой поддержки Степана Бандеры.
С конца 1950-х годов в СССР властями создаются подконтрольные общественные организации, которые должны были вести пропаганду среди украинцев за рубежом, способствовать их репатриации в Советский Союз, а также привлекать эмигрантские круги на сторону советской власти. Канада занимала в планах советских пропагандистов важнейшее место, так как в ней доля украинского населения стала наибольшей по сравнению с другими капиталистическими государствами. Для этих целей в Украинской ССР в 1959 году создано и Украинское общество дружбы и культурных связей с зарубежными странами, ориентированное в основном на работу в Канаде. С обществом сотрудничал ряд эмигрантских организаций — Товарищество объединённых украинских канадцев, Рабочее общество взаимопомощи, Общество культурной связи с УССР, Общество карпато-русских канадцев и Федерация русских канадцев. Общество также подбирало молодых представителей таких организаций и готовило в вузах Украинской ССР для руководящей работы[где?].

## Современность
Среди восточноевропейских народов Канады особо заметны украинцы, которых более миллиона. В Канаде они играют большую роль, чем почти вдвое более крупная диаспора украинцев в США. Три среднезападных провинции: Альберта, Саскачеван и Манитоба стали центром украинской культуры. Украинские переселенцы стали бойцами за передовой мультикультурализм. Рождённый в Галиции славист Ярослав Рудницкий (1910—1995) и сенатор Павло Юзык (1913—1966) были значимыми теоретиками и популяризаторами мультикультурализма. С немцами и другими восточноевропейскими национальностями они образовали на Среднем Западе третью силу против британско-французского дуализма.
К этническим украинцам, которые добились успеха на политической сцене Канады, можно отнести Уильяма Гавриляка, который трижды был избран мэром города Эдмонтон, бывшего премьер-министра Альберты Эдварда Стельмаха, премьера-министра провинции Саскачеван в 1991—2001 годах Роя Романова, бывшего мэра Виннипега Степана Жуба, научного работника компании IBM и изобретателя Любомира Романкива и многих других.
Наибольших успехов достиг Роман Гнатышин, который в 1990—1995 годах занимал должность генерал-губернатора Канады, Христя Фриланд — министр иностранных дел Канады, Пол Винник — с 2016 года командующий вооружённых сил Канады, Эдвард Стельмах — премьер Альберты.

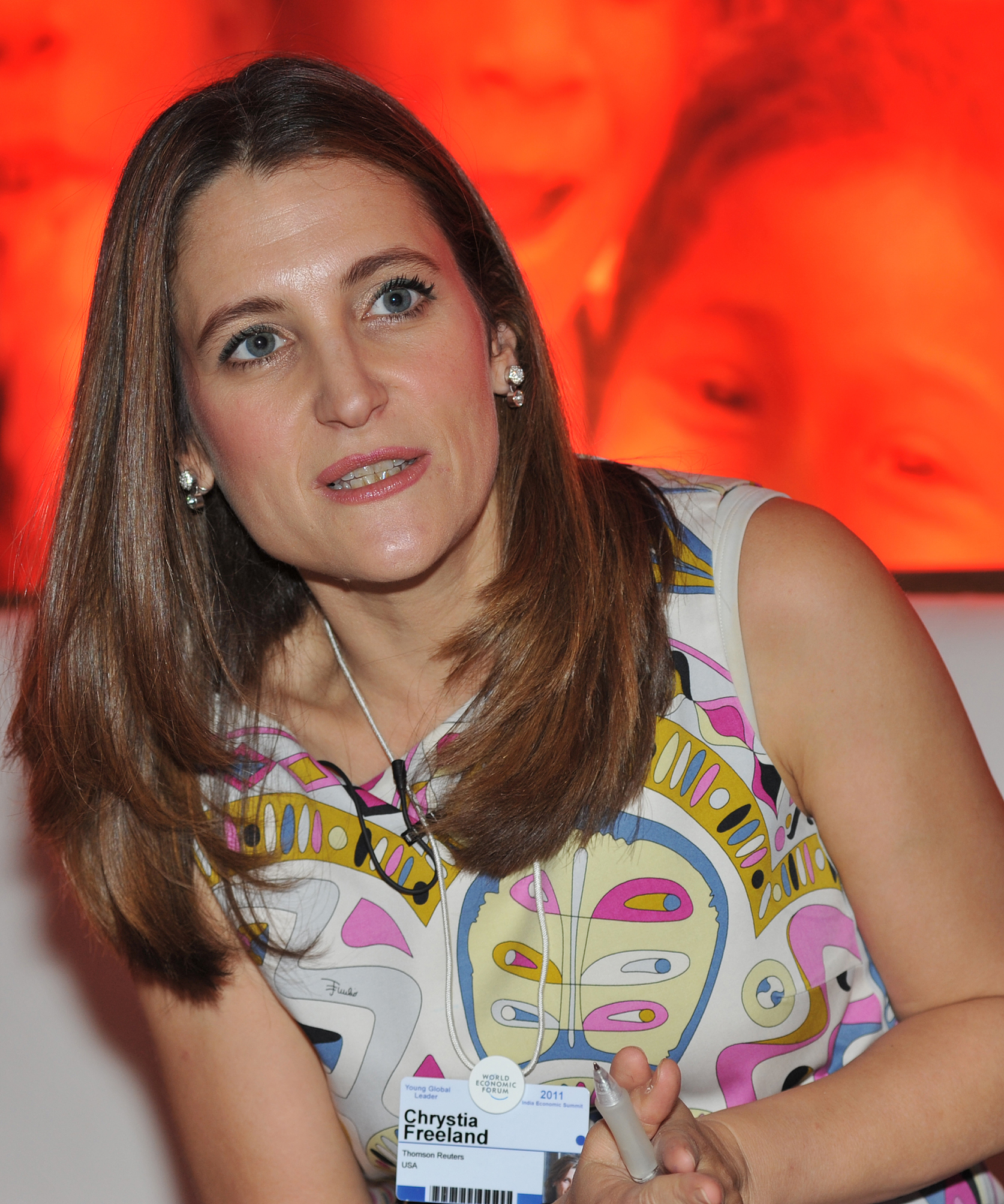
Христя Фриланд
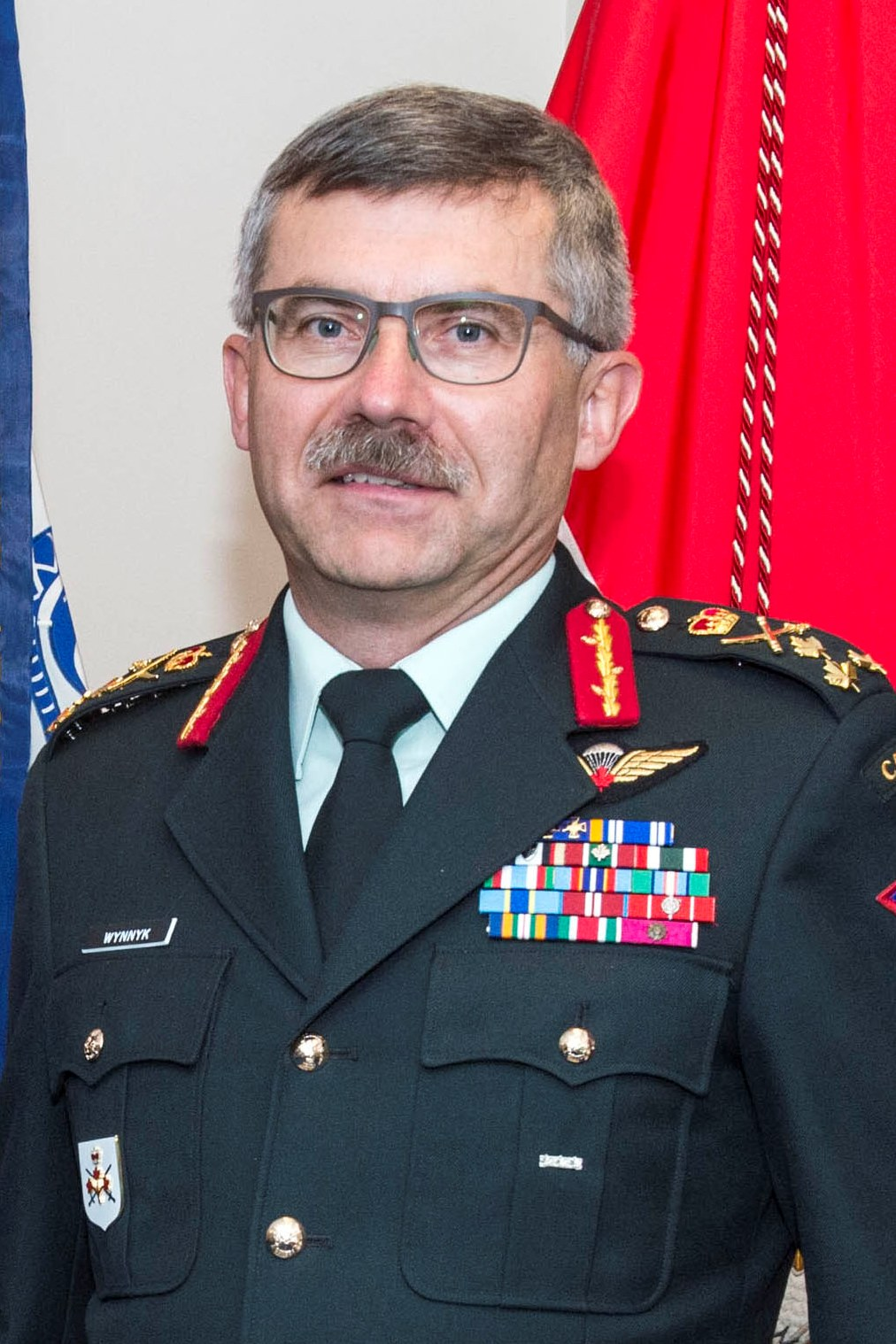
Пол Винник
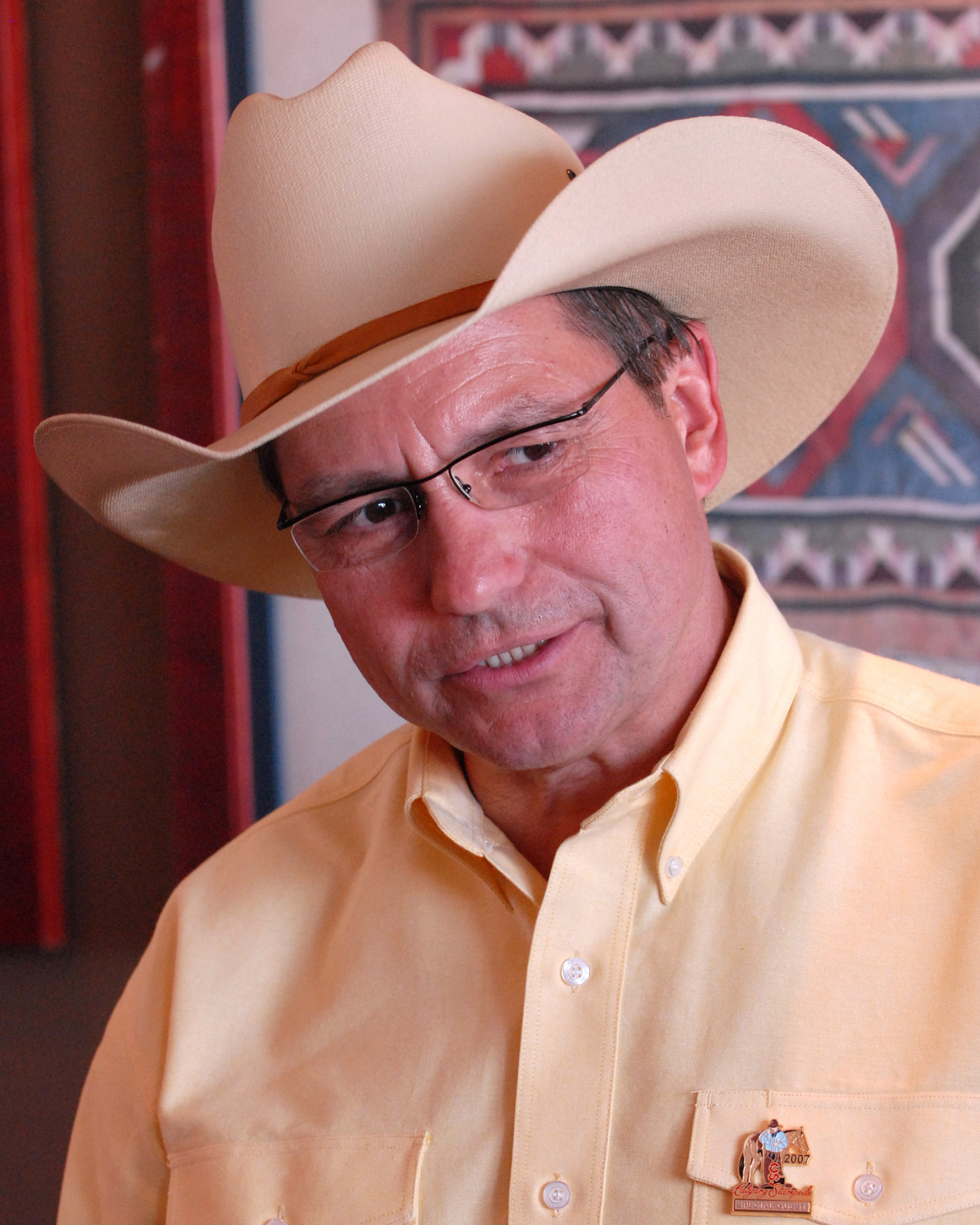
Эдвард Стельмах

## Демографическая статистика

Канадские прерии — территория первоначального заселения украинцев в Западной Канаде (Альберта, Саскачеван, Манитоба)

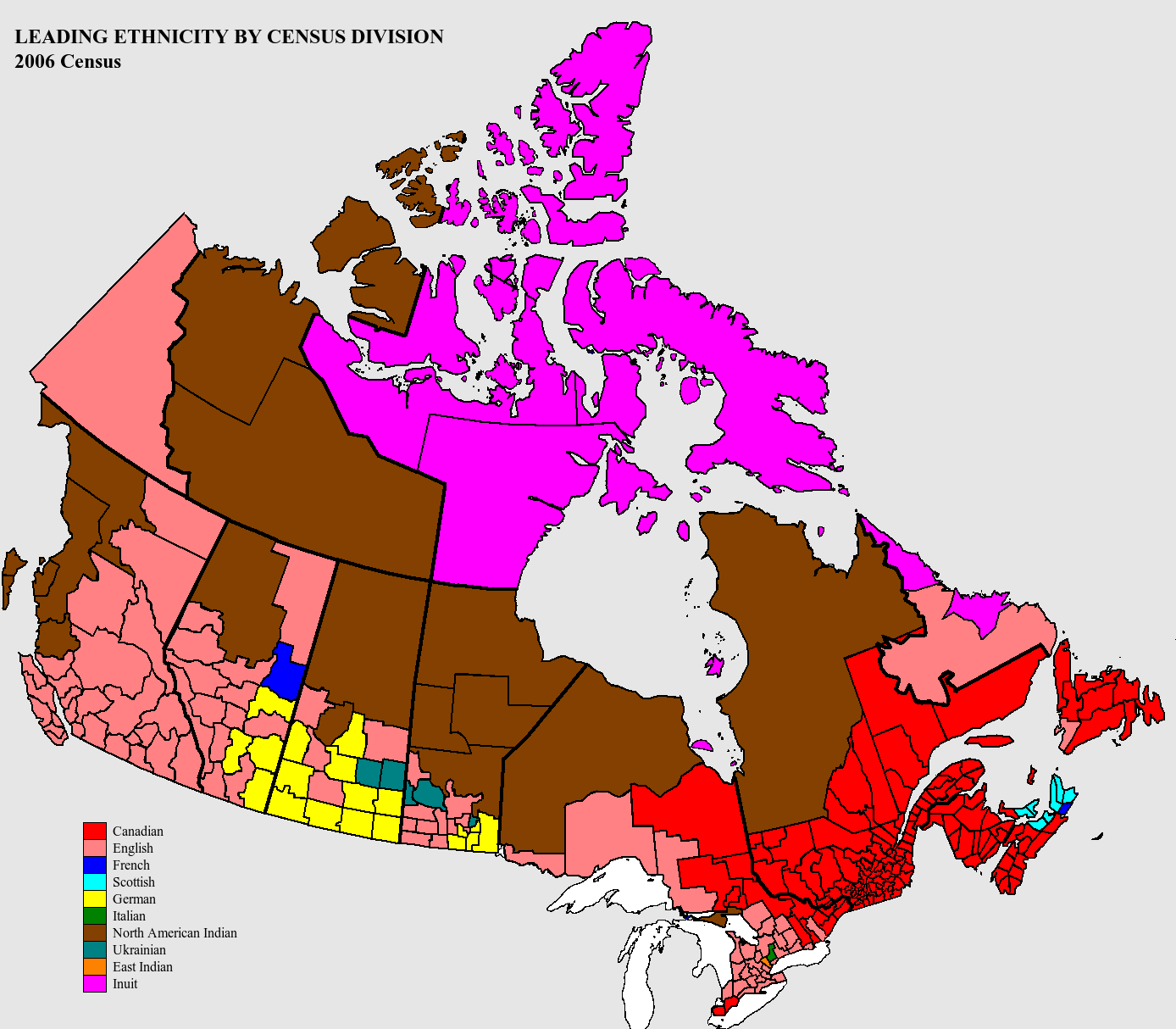
Крупнейшие национальные группы Канады (украинцы — тёмно-бирюзовый цвет)

В 1931 году перепись населения зафиксировала в Канаде 225 133 украинца.
По данным 2011 года численность граждан украинского происхождения в Канаде составляла 1 251 170 человек, которые преимущественно проживали в следующих провинциях:
| Территория                 | Население  | Численность украинцев | %      |
| -------------------------- | ---------- | --------------------- | ------ |
| Манитоба                   | 1 133 510  | 167 175               | 14,7 % |
| Саскачеван                 | 953 850    | 129 265               | 13,6 % |
| Альберта                   | 3 256 355  | 332 180               | 10,2 % |
| Юкон                       | 30 195     | 1 620                 | 5,4 %  |
| Британская Колумбия        | 4 074 385  | 197 265               | 4,8 %  |
| Северо-Западная территория | 41 060     | 1 445                 | 3,5 %  |
| Онтарио                    | 12 028 895 | 336 355               | 2,8 %  |
| Новая Шотландия            | 903 090    | 7 500                 | 0,8 %  |
| Нунавут                    | 29 325     | 155                   | 0,5 %  |
| Квебек                     | 7 435 905  | 31 955                | 0,4 %  |
| Нью-Брансвик               | 719 650    | 2 455                 | 0,3 %  |
| Остров Принца Эдварда      | 134 205    | 780                   | <0,1 % |
| Ньюфаундленд и Лабрадор    | 500 610    | 945                   | <0,1 % |

при этом значительное количество представителей украинской диаспоры проживают в крупных городах:
| Город     | Население | Численность украинцев | % украинцев |         |           |        |     |
| --------- | --------- | --------------------- | ----------- | ------- | --------- | ------ | --- |
| Город     | Население | Численность украинцев | % украинцев | Торонто | 2,576,025 | 64,875 | 2,5 |
| Монреаль  | 1,612,640 | 14,070                | 0,9         |         |           |        |     |
| Эдмонтон  | 812,201   | 93,420                | 11,4        |         |           |        |     |
| Виннипег  | 649,995   | 98,860                | 15,2        |         |           |        |     |
| Ванкувер  | 2,280,700 | 84,640                | 3,7         |         |           |        |     |
| Калгари   | 1,096,833 | 81,660                | 7,4         |         |           |        |     |
| Гамильтон | 519,949   | 17,770                | 3,4         |         |           |        |     |
| Оттава    | 883,391   | 21,675                | 2,4         |         |           |        |     |
| Саскатун  | 218,315   | 35,795                | 16,5        |         |           |        |     |
| Реджайна  | 189,740   | 25,005                | 13,2        |         |           |        |     |
| Виктория  | 78,057    | 4,040                 | 5,1         |         |           |        |     |

## Культура и спорт
Элементы украинской культуры в Канаде выражены в танцевальных коллективах, которые также сохраняют украинский национальный костюм и украинскую музыку. Так в городе Эдмонтон (Альберта) в 1969 году был создан ансамбль «Черемош», названный в честь одноименной украинской реки. В том же году в Торонто Роман Когут основал группу «Буря», которая исполняла традиционную украинскую музыку (гопак, коломыйка)
В 1974 году в 80 км к востоку от Эдмонтона (Альберта) был открыт музей под открытым небом: Село украинского культурного наследия, в которой воспроизведён быт первой волны иммиграции в Канаду (1892—1930) и выставляются многочисленные экспонаты, такие как памятники украинским культурным деятелям (Стефанику, Олеськову), типовые «хаты», землянки-«бурдей», «крамницы» (магазины), «стайни» (конюшни), церкви.
Украинские канадцы также внесли вклад в канадскую культуру в целом. Скульптор международного уровня Лео Мол, актриса Люба Гой, художник Вильям Курилик, писательница Мирослава Косташ, например, хорошо известны за пределами украинской общины.
Канадский фонд им. Тараса Шевченко оказывает финансовую поддержку украинскому исполнительскому, литературному и визуальному искусству.
Украинское традиционное национальное искусство славится своими тщательно оформленными пасхальными яйцами или писанками, и это особенно применимо к Канаде: самая большая в мире писанка находится в Вегревилле, Альберта.
|  |  |  |  |

Возможно, одним из самых фундаментальных вкладов, которые украинские канадцы внесли в более широкую культуру Канады, является концепция мультикультурализма, которая была продвинута ещё в 1964 году. Во время и после дебатов, связанных с Королевской комиссией по билингвизму и бикультурализму, украинские лидеры, такие как лингвист Ярослав Рудницкий, выступили против понятия англо-французского бикультурализма, который, по их мнению, отрицал вклад других народов в Канаду. Отчасти в ответ на это премьер-министр Пьер Трюдо провозгласил в Канаде политику официального мультикультурализма.

Значителен вклад украинской диаспоры и в спортивной жизни не только Канады, но и всего северо-американского региона, в частности в хоккее, где на протяжении длительного времени заметны известные хоккеисты НХЛ украинского происхождения, в том числе мирового уровня: Терри Савчук, Кейт Ткачук, Уэйн Грецки, Дейл Гаверчук.

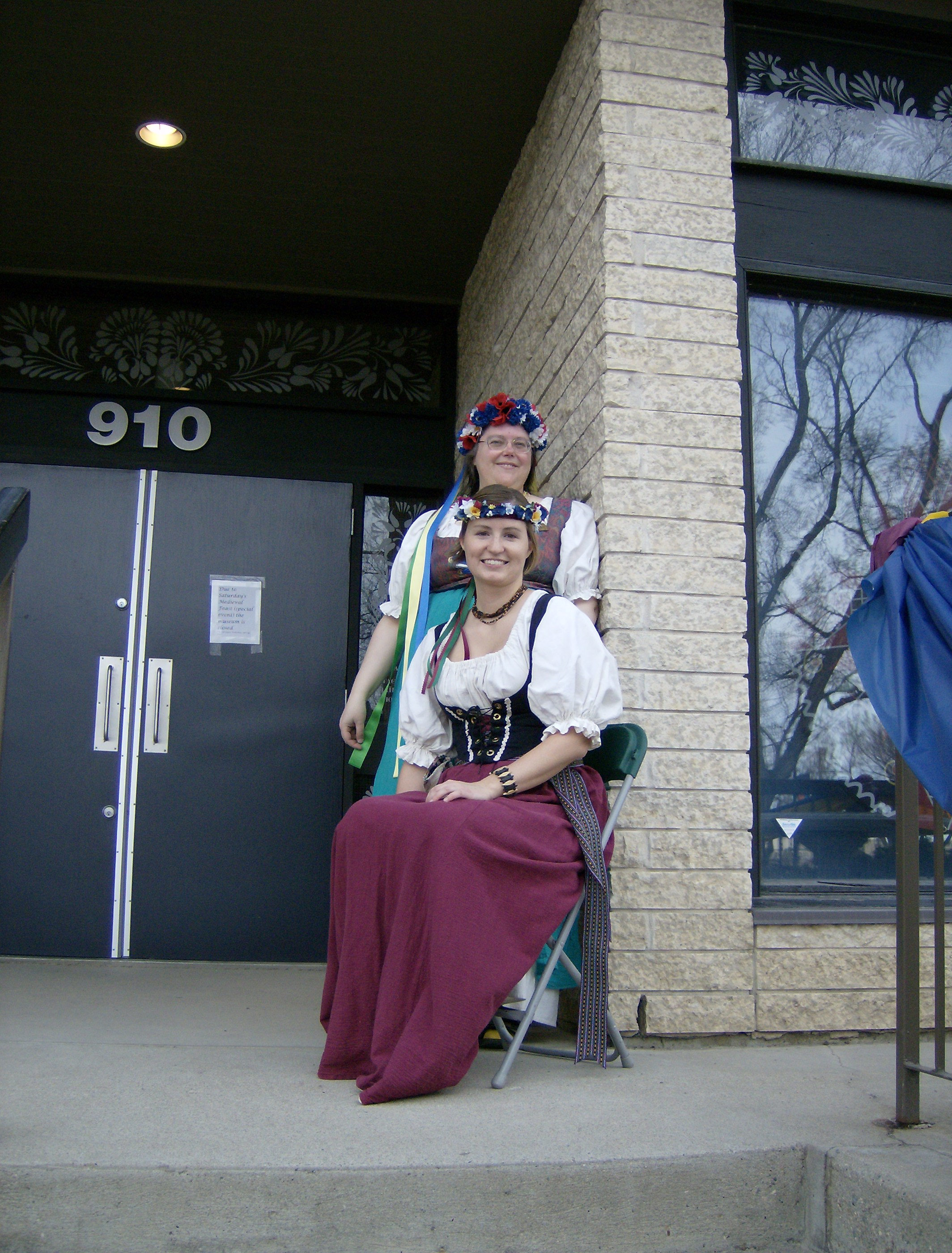
Канадские украинки в национальной одежде, провинция Саскачеван

## Украинский язык, наука и образование
Иммигранты первых двух волн (1892—1914, 1918—1939) говорили на диалектах современной Западной Украины. Они, однако, были отрезаны от основного ареала украинского языка как из-за войн и социальных потрясений первой половины XX века, так и из-за значительного расстояния. В Канаде украинофоны подверглись влиянию многих других языков, прежде всего английского. Кроме того, наиболее бедные крестьяне впервые столкнулись с некоторыми новыми технологиями и концепциями, и в их языке не было слов для соответствующих понятий. В результате канадский украинский начал развиваться в ином направлении, нежели родственные ему западноукраинские диалекты.
На рубеже XIX—XX веков в славянских общинах доминиона Канада (в этот период преимущественно сельских) украинский язык стал неофициальным языком межэтнического общения, что, возможно, было обусловлено промежуточным положением украинского языка между языками восточных, западных и южных славян.
До Первой мировой войны во многих канадских районах власти разрешали преподавание на украинском языке в средних школах, так как языкам меньшинств там были предоставлены определённые права ещё до начала украинской иммиграции, во время решения языкового вопроса в Манитобе. Однако, в период войны возобладали нативистские настроения, и все права языков этнических меньшинств были отменены. Общение по-украински в школах категорически запрещалось англо-канадскими властями на протяжении нескольких десятилетий вплоть до 1960-х годов, когда политика мультикультурализма стала официальной.
В настоящее время число носителей языка в Канаде продолжает сокращаться. В то же время государственная языковая политика претерпела значительные изменения и стала более терпимой. Существуют украиноязычные школы, украинский преподаётся в начальных и средних учебных заведениях, как государственных, так и католических. Украинский язык можно изучать в университетах Западной Канады.
В 1953 году в целях объединения украинского студенчества в Канаде, организации обучения украиноведения в канадских университетах, проведения конференций был основан Союз украинских студентов Канады, который объединял около 30 студенческих общин при университетах и колледжах.
Крупнейшим украиноведческим институтом является Канадский институт украинских исследований, который был основан в 1976 году. Офис расположен в Торонто, структурно входит в состав Альбертского университета. Институт в своём подчинении имеет издательство CIUS Press, издающее научную литературу. Наиболее масштабными проектами являются «Jornal of Ukranian Studies» и «Encyclopedia of Ukraine».
В рамках института действуют:
- Центр украинской истории имени Петра Яцика. Создан в 1989 году. Занимается изданием англоязычного издания «Истории Украины-Руси» М. Грушевского, субсидирует издание англоязычных монографий и украинских переводов, предоставляет исследовательские гранты.
- Украинский языковый образовательный центр. Занимается программами украинского и двуязычного англо-украинского образования за пределами Украины.
- Украинско-канадская программа. Занимается изучением и популяризацией наследия украинской диаспоры в Канаде.
- Программа имени Стасюков по изучению современной Украины. Основана в 1990 году. Включает собственный архив документов, в том числе относительно диссидентского движения 1960—1980-х годов на Украине.
- Программа украинских церковных исследований. Занимается научно-исследовательской и издательской деятельностью. Поддерживает мемориальную библиотеку имени Б. Боцюркова.
- Программа имени Ковальских по изучению Восточной Украины. Основана в 1998 году. Занимается исследованием движения сопротивления и национального возрождения на Востоке Украины. Предоставляет гранты. Поддерживает журнал «Восток-Запад».
- Канадско-украинский законодательный и межправительственный проект. Основан в 2000 году. Занимается организацией обменов, консультаций и тренингов для украинских и канадских политиков, специалистов и предпринимателей.

## Религия
|  |  |  |  |

### Украинская грекокатолическая церковь
Первым украинским греко-католическим священником был Нестор Дмитров, который в 1897 году провёл первую литургию и основал приход в селе Трембовля (Манитоба). В 1902 году в Эдмонтоне (Альберта) был основан греко-католический приход. В 1911 году свой приход появился в Монреале (Квебек). В 1912 году община появилась в Саскатуне (Саскачеван).
15 июня 1912 года Римский папа Пий X издал бреве «Officium supreme», которым учредил Апостольский экзархат Канады для католиков византийского обряда Украинской грекокатолической церкви. Первым епископом украинских грекокатоликов в Канаде (Экзархом Канады) стал Никита Будка, который созвал в 1913 году Собор Русско-католической церкви (Русько-Католицької Церкви) в Канаде.
19 января 1948 года апостольский экзархат Канады был разделен на три экзархата: Западной Канады с центром в Эдмонтоне (Британская Колумбия и Альберта), Центральной (Манитоба) и Восточной c центром в Торонто (Онтарио, Квебек, Ньюфаундленда и Лабрадора, Новой Шотландии и Остров Принца Эдуарда). В 1951 году из Центрального экзархата была выделена епархия Саскатуна.
3 ноября 1956 года Римский папа Пий XII издал буллу «Hanc Apostolicam», которой преобразовал Центральный экзархат Канады в архиепархию Виннипега с центром в городе Виннипег, Канада, таким образом Виннипег стал резиденцией главы украинских греко-католиков Канады. Кафедральным собором архиепархии Виннипега является Собор святых Владимира и Ольги в городе Виннипег
В 1974 году на северо-западе Канады появилась Нью-Уэстминстера..

### Украинская православная церковь в Канаде
В июле 1918 года в городе Саскатун, Саскачеван, была образована церковная община и братство под названием Ukrainian Greek Orthodox Church of Canada (UGOCC).
В 1950-х годах церковь установила связь с Украинской православной церковью за границей. Ещё в 1945 году была основана Коллегия святого Андрея, которых до сих пор остаётся единственным украинским православным институтом в Канаде.
В 1951 году церковь стала митрополией и было произведено разделение церкви на две епархии. К этому времени в церкви было 270 приходов, 76 священников и около 140 тысяч верующих. В 1959 была образована третья епархия.
В 1959 году Собор епископов УГПЦК объявил акт анафематствования гетмана Ивана Мазепы священноначалием Русской православной церкви «грубо политическим, а потому неканоническим» и постановил считать анафему «недействительной и несуществующей»; гетман Мазепа был провозглашён «одним из великих церковно-государственных мужей», за которого благословлялось совершать заупокойные поминовения.
Попытки урегулировать канонический статус церкви увенчались успехом 1 апреля 1990 года, когда Украинская греко-православная церковь в Канаде была принята в юрисдикцию Константинопольского Патриархата. Церковная структура состоит из трёх епархий: Центральная епархия, Западная епархия и Восточная епархия.
В 1961 году было зарегистрировано 119 тыс. членов этой Церкви, а к 2004 году около 11 тысяч.

## Общественно-политическая жизнь

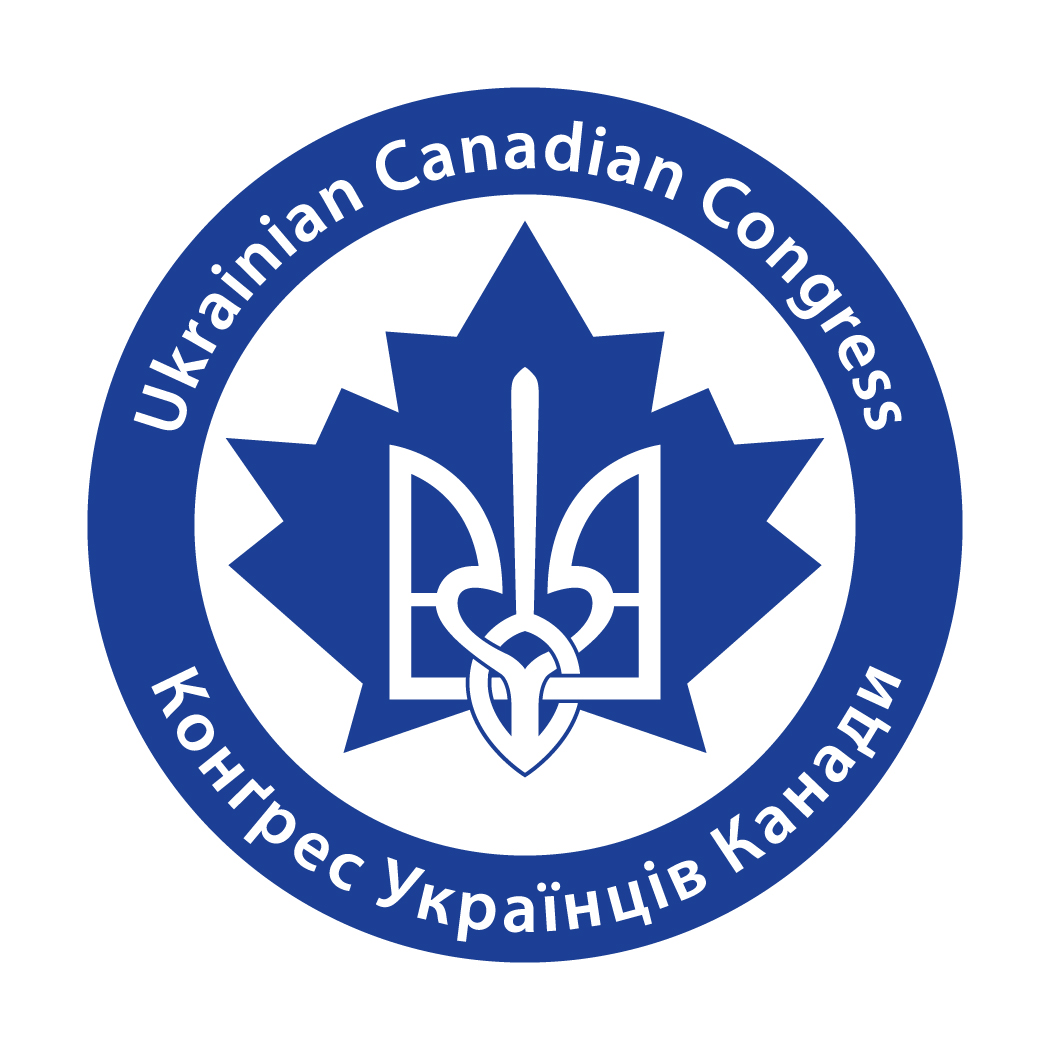
Эмблема Конгресса украинцев Канады

В 1940 году в Виннипеге по инициативе канадского правительства был создан Конгресс украинцев Канады (до 1989 года — Комитет украинцев Канады). Во главе организации стал греко-католический священник из Западной Украины Василь Кушнир. Имеет в составе шесть провинциальных советов (Онтарио, Манитоба, Саскачеван, Альберта, Британская Колумбия и Квебек), 34 отделения в городах и ряд отдельных комитетов.
В середине 1960-х годов в комитет входило 32 организации, в том числе Украинская рабочая организация, Союз украинских канадских ветеранов, Украинская молодёжная организация Пласт, Научное общество имени Тараса Шевченко, Украинская свободная академия наук, Братство карпатских сечевиков, Союз украинских бывших воинов, Союз украинских национальных демократов, Украинское техническое общество, Украинский народный союз, Союз украинских студентов Канады (осн. в 1950 в Виннипеге), Союз украинцев — жертв русско-коммунистического террора (осн. 1950 в Торонто, рук. Пидгайный), Совет украинской молодёжи, Комитет украинок Канады, Ячейка украинской культуры и образования, Братство первой дивизии Украинской национальной армии, Союз украинской молодёжи, Объединение украинских педагогов, Союз украинских журналистов, Украинский научный совет, Объединение украинских ветеринарных врачей, Федерация украинских профессионалистов и предпринимателей, Украинская общественная служба Канады.

## Галерея

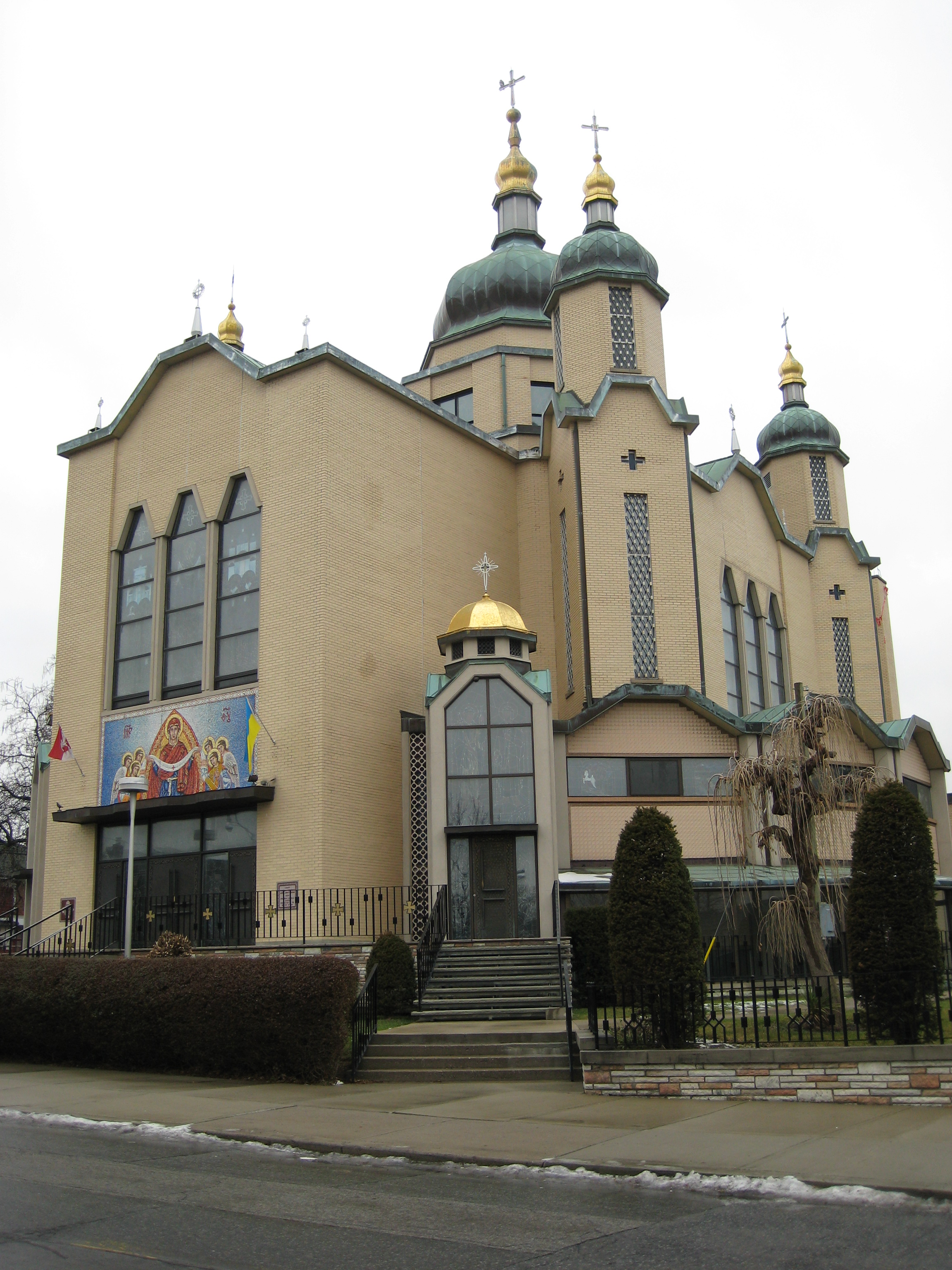
Украинская грекокатолическая церковь, Торонто
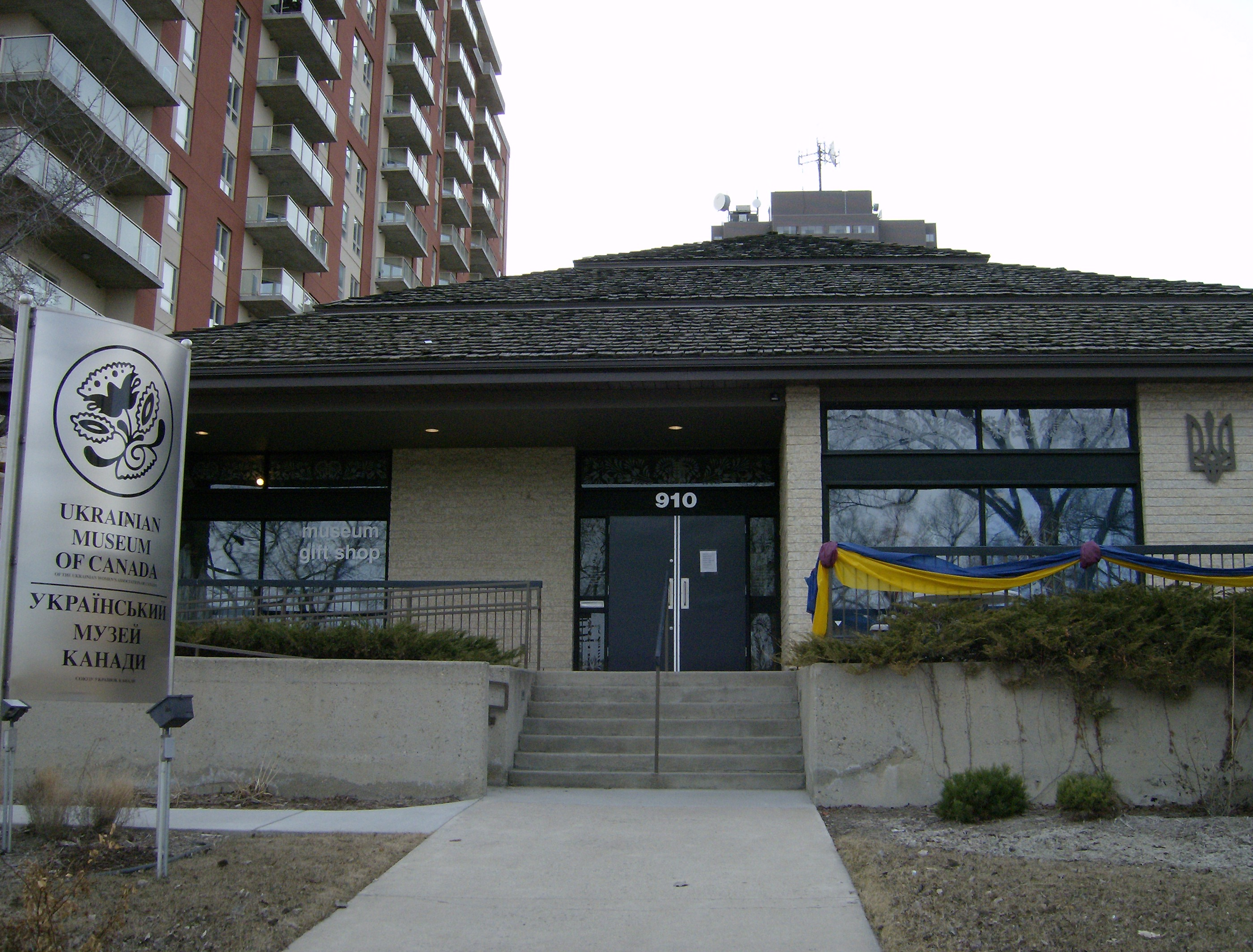
Украинский музей в Канаде, Саскатун
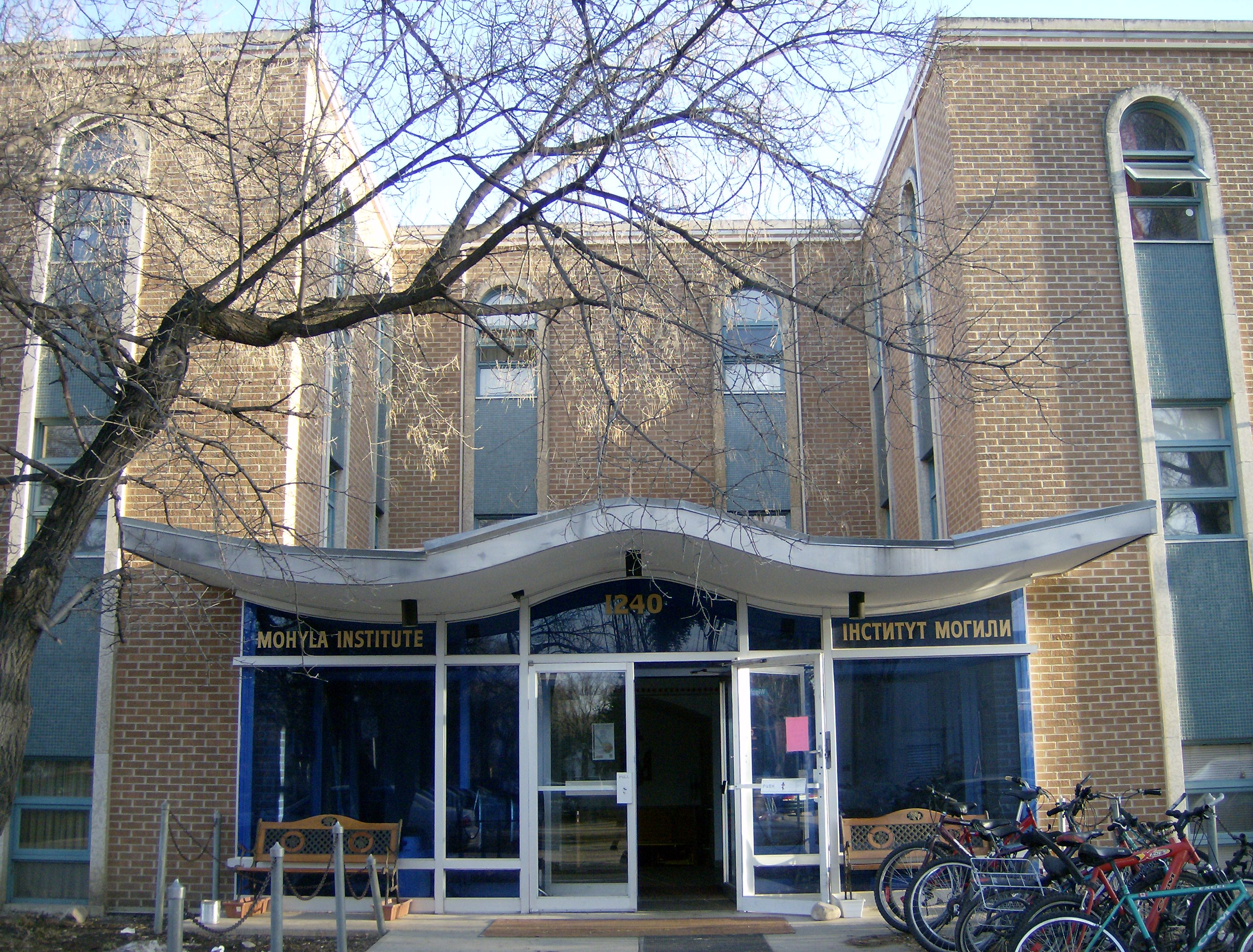
Институт Святого Петра, Саскатун
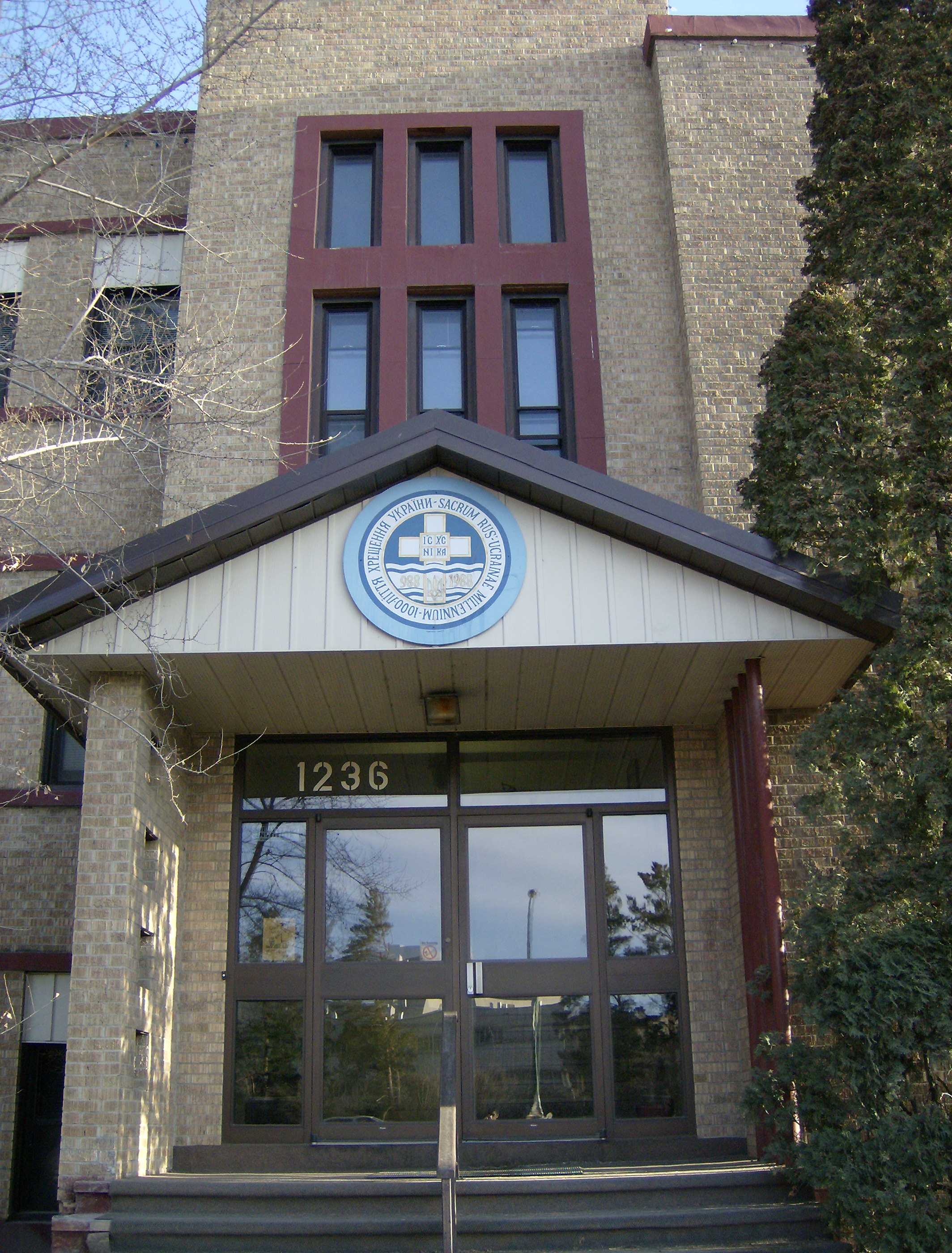
Институт Шептицького в Канаде
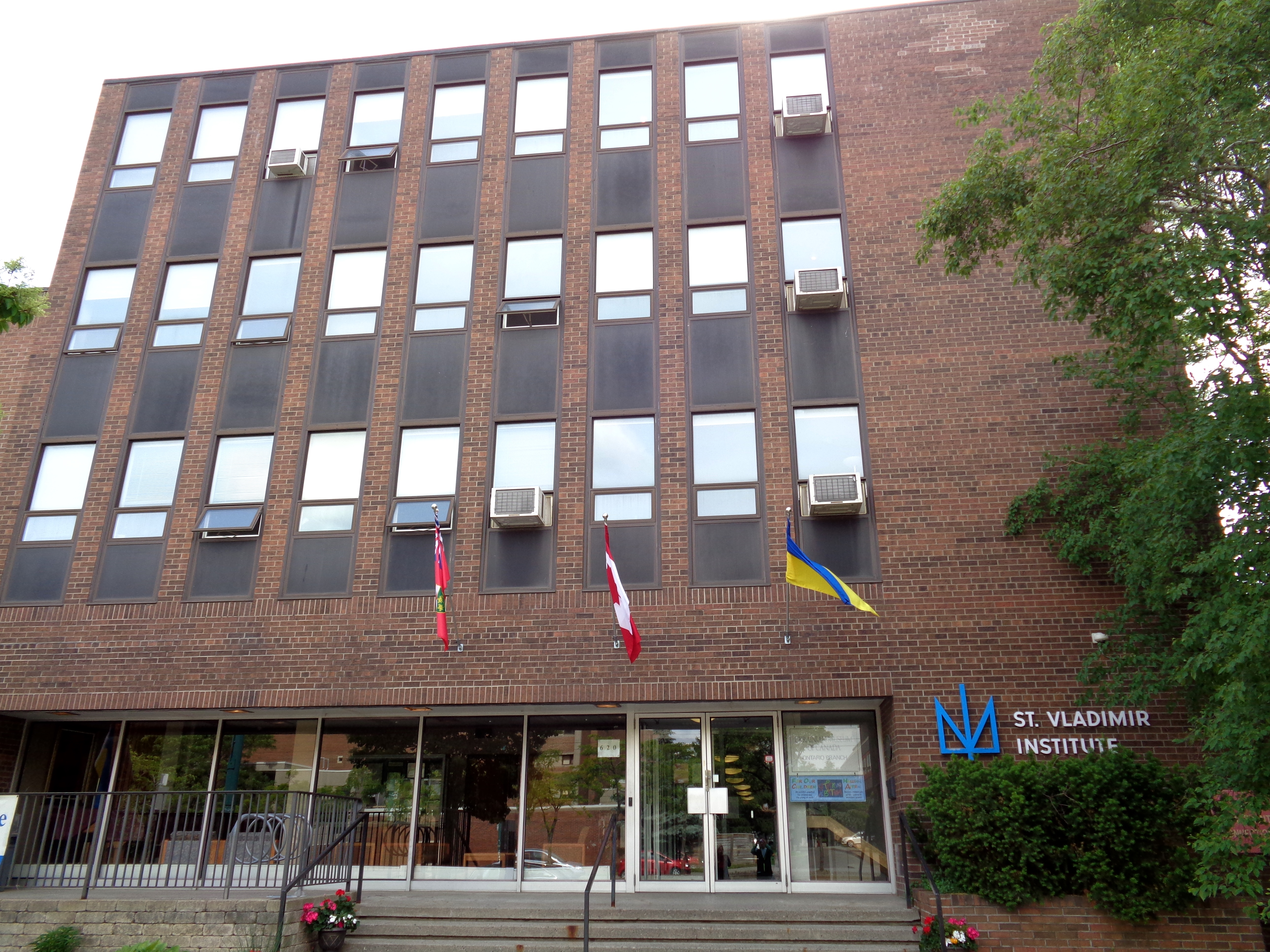
Институт Святого Владимира, Торонто
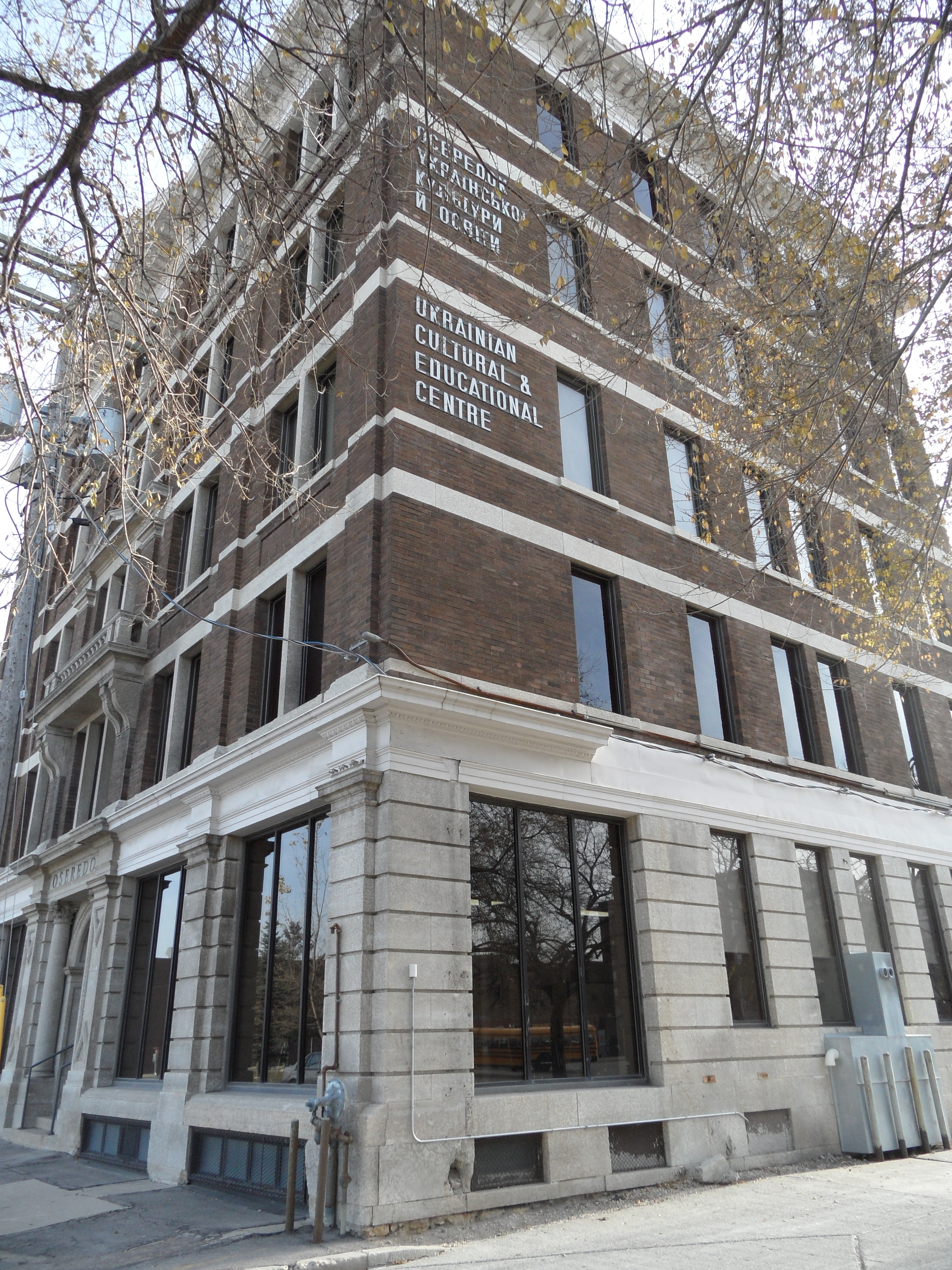
Украинский культурно-образовательный центр "Осерёдок", Виннипег
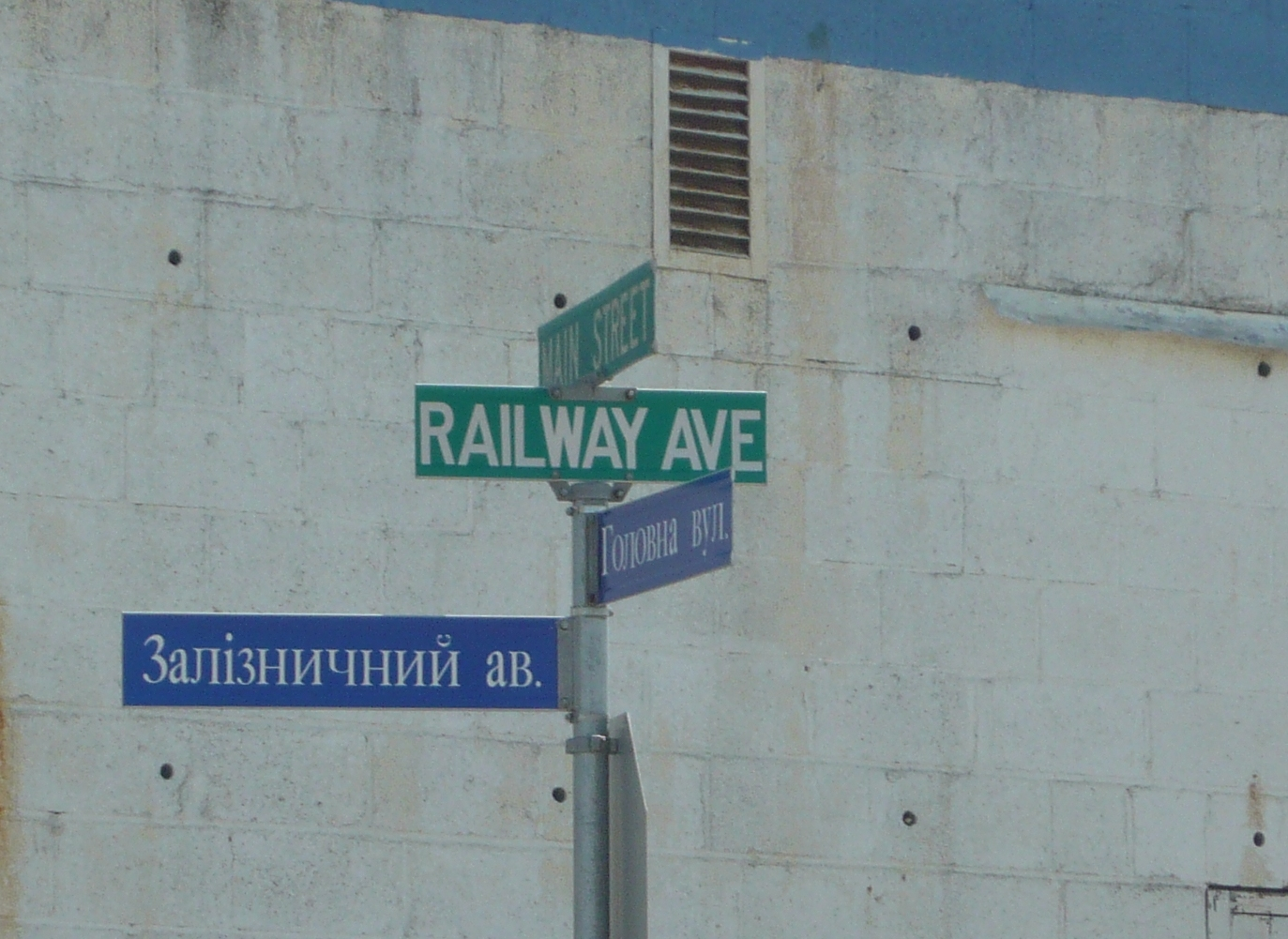
Название улицы на украинском языке в провинции Саскачеван
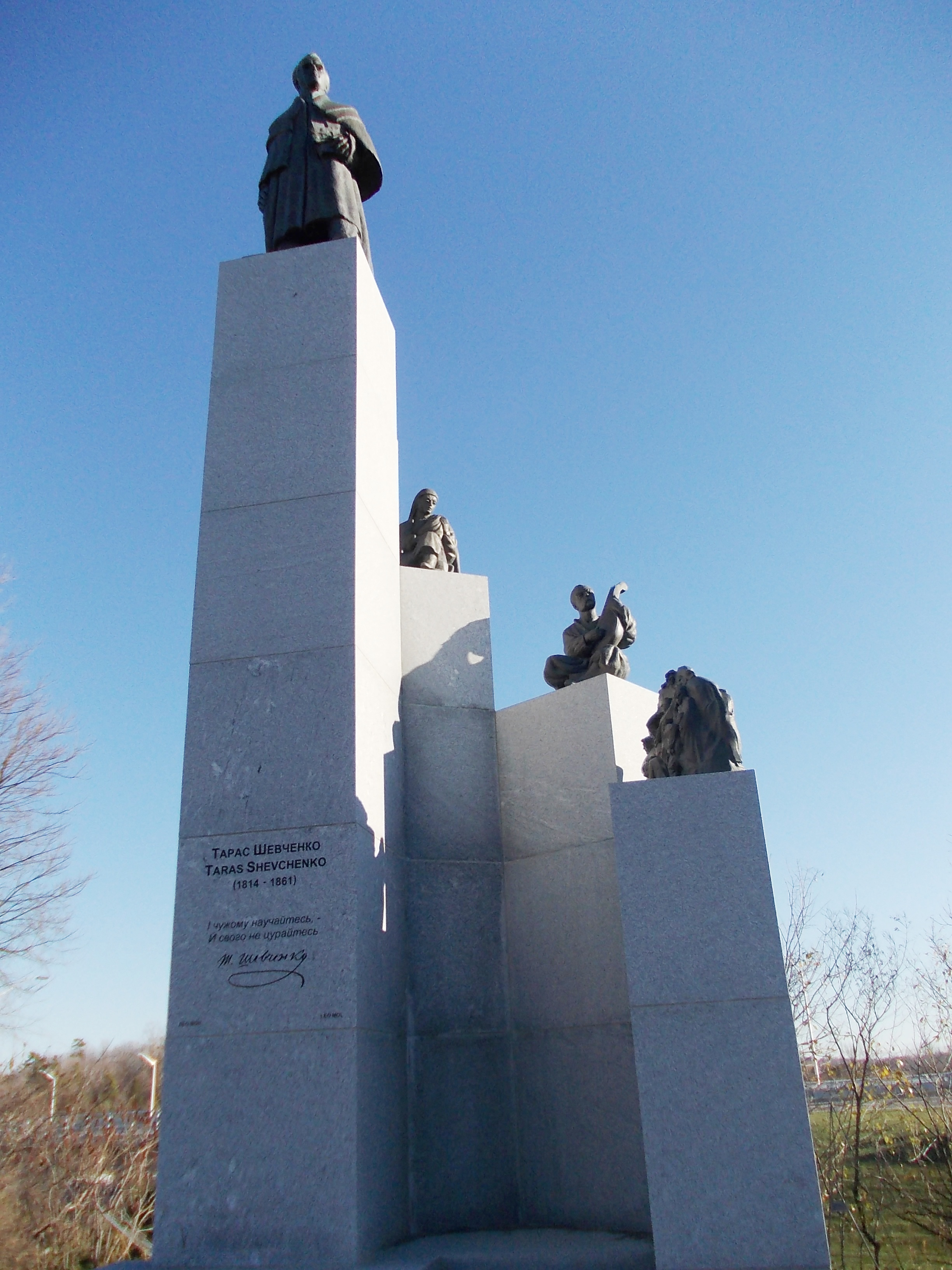
Памятник Шевченко в Оттаве
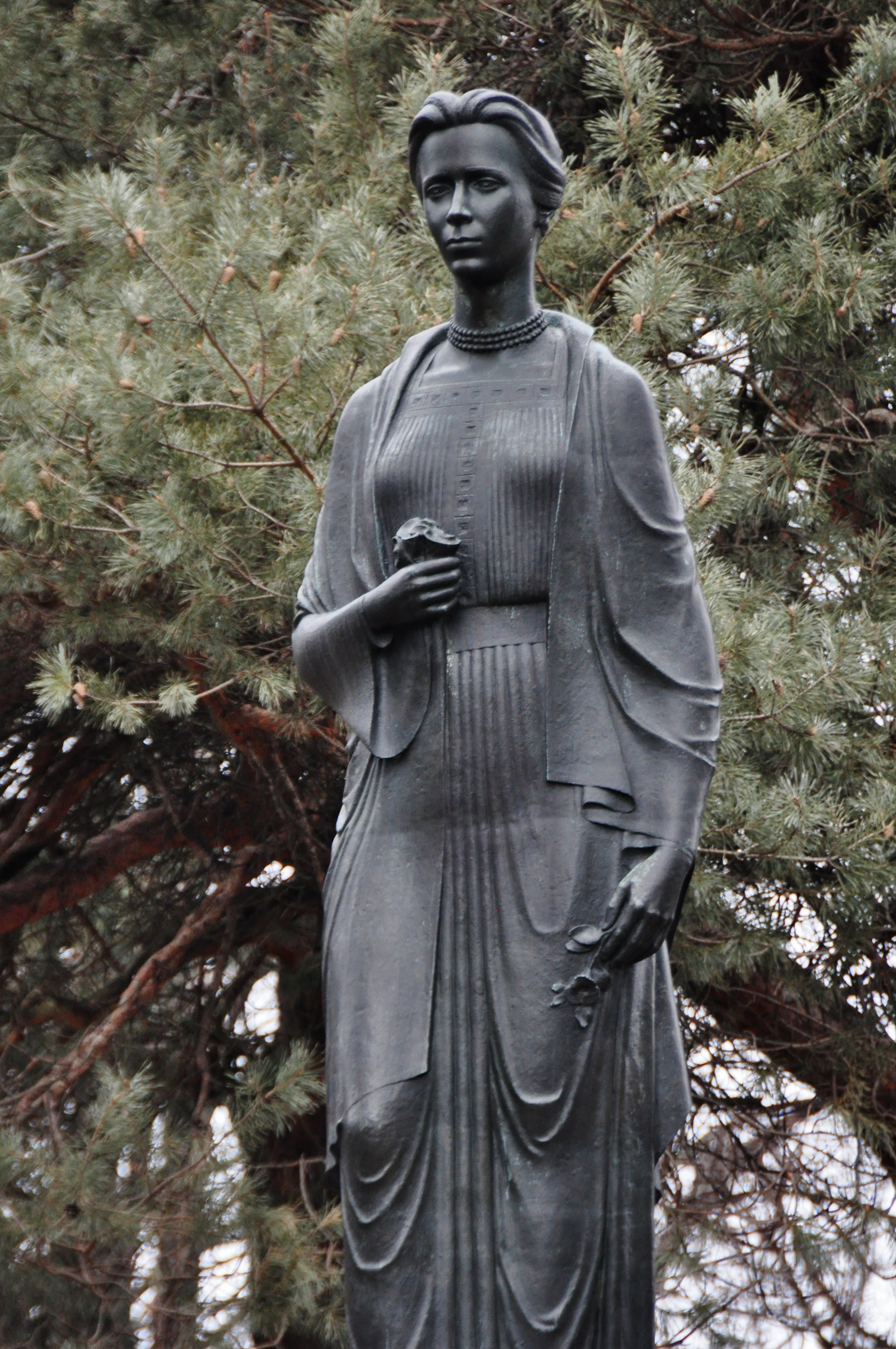
Памятник украинской поэтессе Лесе Украинке в Торонто
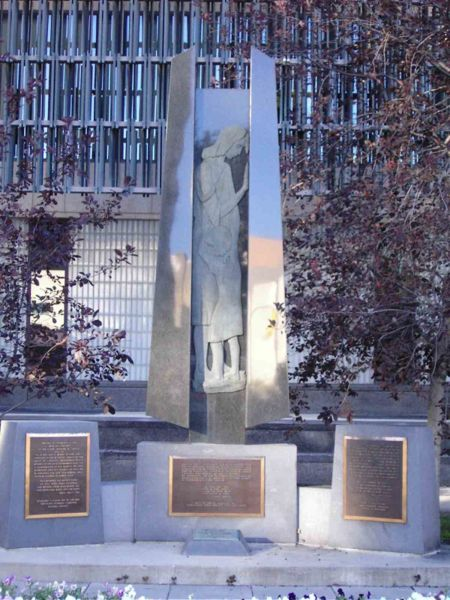
Памятник жертвам голодомора 1932—1933, Виннипег
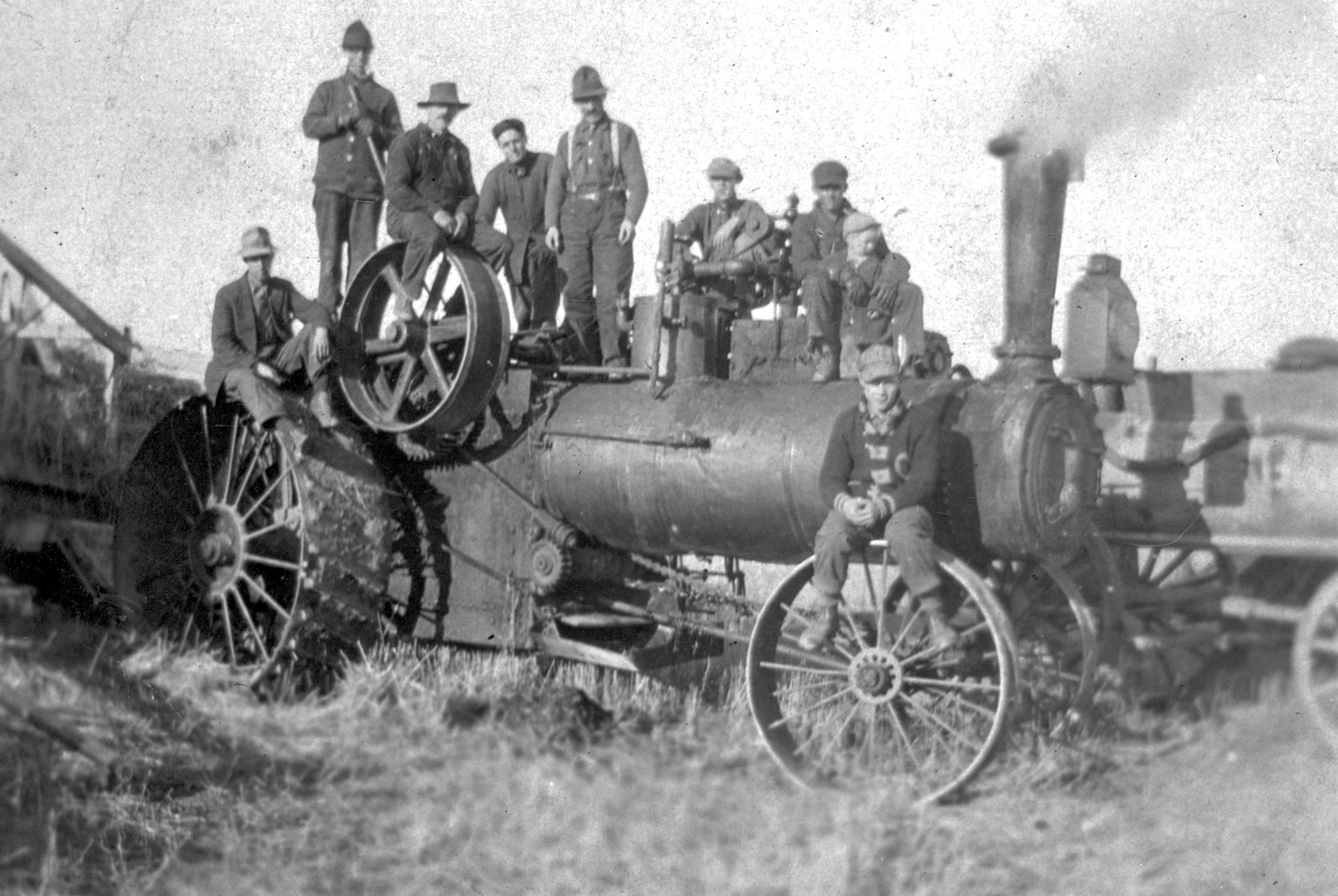
Украинцы на сельхозработах в Саскачеване
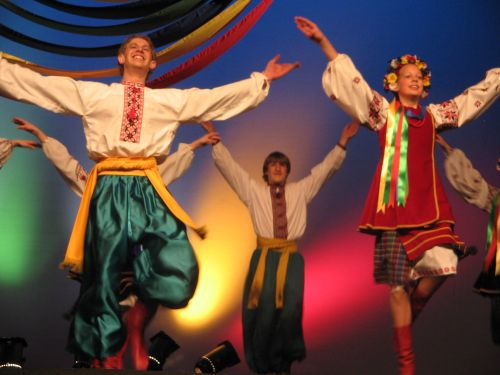
Украинский народный танец на фестивале в Британской Колумбии
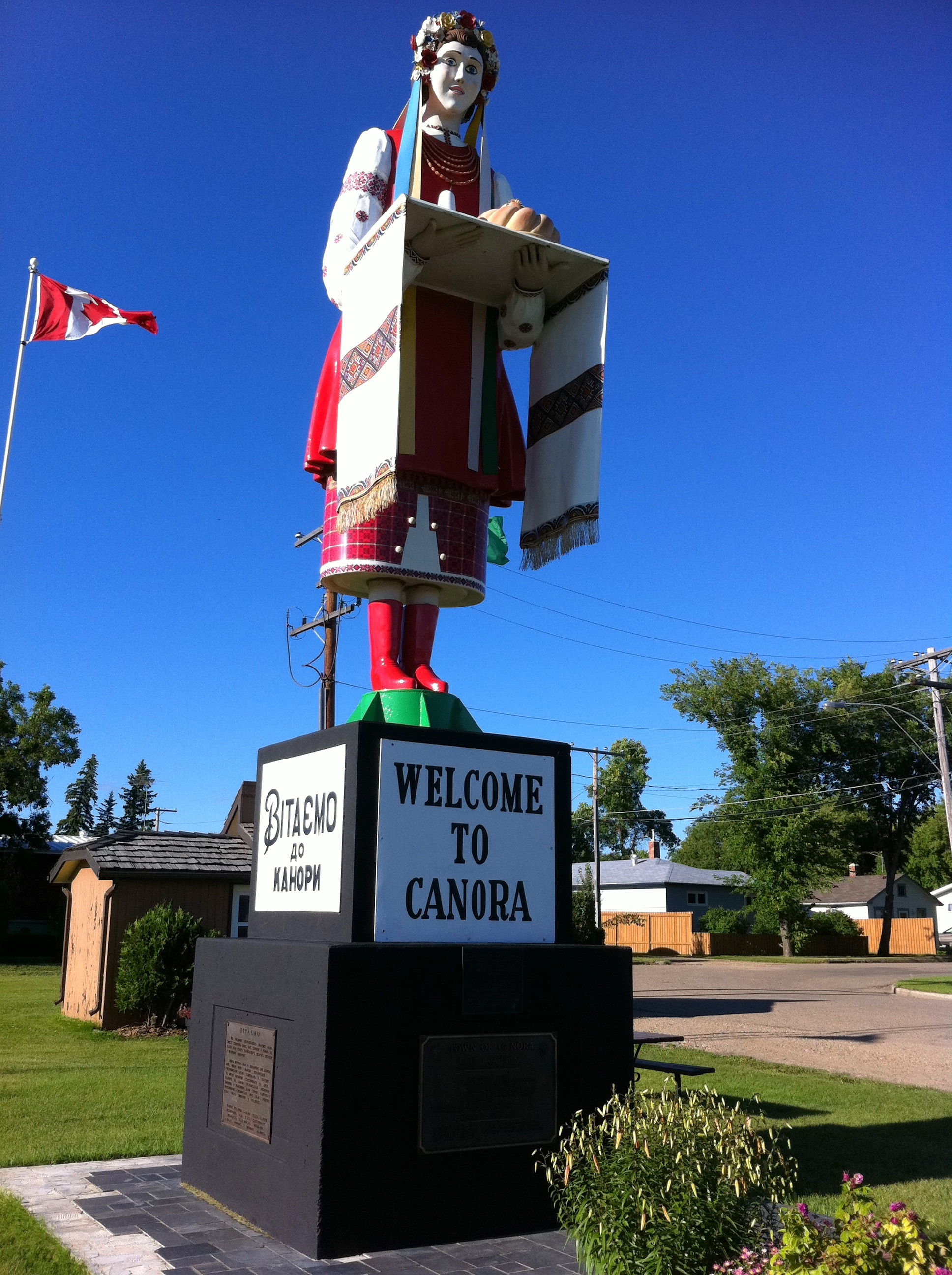
Мемориальная скульптура в образе Леси Украинки в провинции Саскачеван